# Los Gallardos
Los Gallardos este o municipalitate și un oraș din provincia Almería, Andaluzia, Spania cu o populație de 2.067 locuitori.